# リスのテストパイロット
『リスのテストパイロット』（原題：Test Pilot Donald）は、ウォルト・ディズニー・プロダクション（現：ウォルト・ディズニー・カンパニー）が製作した1951年6月8日公開のアニメーション短編映画作品。ドナルドダック・シリーズの第99作である。

## あらすじ
おもちゃの飛行機を使って操縦訓練をしていたドナルド。チップとデールがその様子を窺っていた。だがその最中、ドナルドが操縦訓練中におもちゃの飛行機が木に引っ掛かったことをきっかけにデールが飛行機に乗ることにした。デールの飛行機操縦はうまくいかず、ドナルドがクッションを使ってデールを着地させることに成功させた。しかしおもちゃの飛行機の足が壊れてしまい、ドナルドはその修理を始めた（この際はデールも一緒だった）。ドナルドがエンジンを入れた直後、水差しを使ってデールを捕まえた。デールは水差しの中から脱出し、ドナルドが修理している隙に勝手におもちゃの飛行機に再び乗り出すが、ドナルドは飛行機で襲うデールに対抗するため、クッションで防御するもあっという間に破けてしまった。ドナルドは釣り竿を使って飛行機を捕獲するが、運悪くジェットスキーのようになり水面すれすれを進んでしまう。ドナルドがやっとデールを捕まえたところ、デールはパラシュートを使って地上に降りたが、その後ドナルドはおもちゃの飛行機ごと巨大な建物のてっぺんに引っ掛かってしまい、グルグルと夜通しで回転し続ける様子をチップとデールは見ていたのであった。

## スタッフ
- 製作：ウォルト・ディズニー
- 監督：ジャック・ハンナ
- 脚本：ビル・バーグ、ニック・ジョージ
- 音楽：ポール・J・スミス
- 美術：エール・グレイシー
- 背景：ラルフ・ハレット
- 原画：ビル・ジャスティス、ボブ・チャールソン、ヴォルス・ジョーンズ、ハル・キング

## キャスト
| キャラクター   | 原語版                   | 旧吹き替え版 | 新吹き替え版 |
| -------------- | ------------------------ | ------------ | ------------ |
| ドナルドダック | クラレンス・ナッシュ     | 関時男       | 山寺宏一     |
| チップ         | ジェームズ・マクドナルド | 土井美加     | 滝沢ロコ     |
| デール         | デジー・フリン           | 後藤真寿美   | 稲葉実       |
| ナレーター     | -                        | 江原正士     | -            |